# لولکووو
لولکووو (به لاتین: Lulkowo) یک روستا در لهستان است که در گمینا وسومیتسه واقع شده‌است.